# Cratere Pushkin
Pushkin  è un cratere sulla superficie di Mercurio.